# Bistum Mbujimayi
Das Bistum Mbujimayi (lat.: Dioecesis Mbugimayensis) ist eine in der Demokratischen Republik Kongo gelegene römisch-katholische Diözese mit Sitz in Mbuji-Mayi.

## Geschichte
Das Bistum Mbujimayi wurde 1963 aus Gebietsabtretungen des Erzbistums Luluabourg als Apostolische Administratur Mbuji-Mayi errichtet. Am 3. Mai 1966 wurde die Apostolische Administratur Mbuji-Mayi durch Papst Paul VI. zum Bistum erhoben.
Das Bistum Mbujimayi ist dem Erzbistum Kananga als Suffraganbistum unterstellt.

## Bischöfe von Mbujimayi
- Joseph Ngogi Nkongolo, 1966–1991
- Tharcisse Tshibangu Tshishiku, 1991–2009
- Bernard Emmanuel Kasanda Mulenga, seit 2009